# イオン赤穂店
イオン赤穂店（イオンあこうてん）は、兵庫県赤穂市にある、総合スーパーである。

## 概要

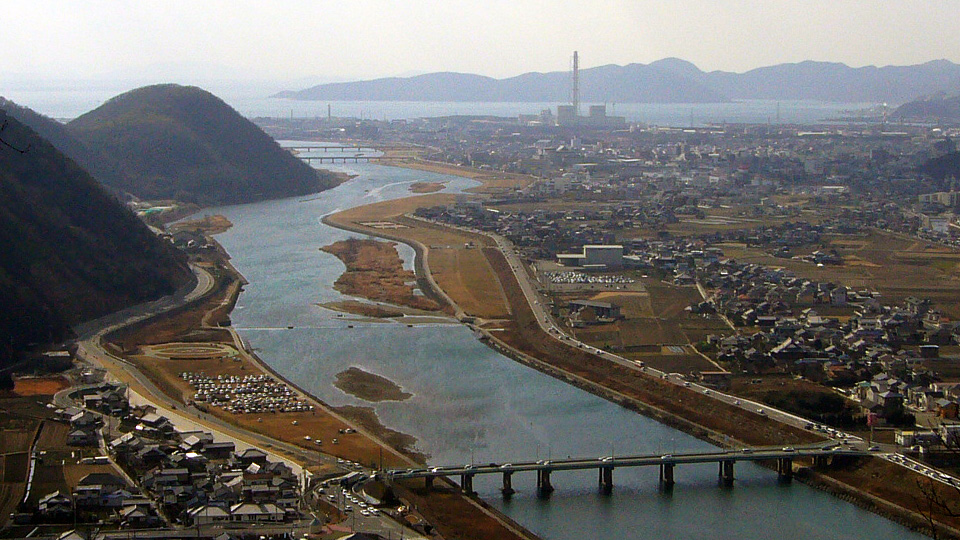

1981年、ジャスコ赤穂店として開店した赤穂市唯一の総合スーパーである。東洋紡跡に建設された。現在も多くの買い物客がバスを利用し来店している。

### 赤穂市との取り組み
赤穂市と協力しあこう安全・安心ステーション(AED（自動体外式除細動器）を設置し、AEDを取り扱うことのできる人がいる施設)の設置や、赤穂環境パートナーシップ登録制度に加盟している。赤穂環境パートナーシップ登録制度環境指針は
1. 私たちは、脱炭素社会の実現のため、全ての事業活動における温室効果ガスの排出削減に取組みます。
2. 私たちは、事業活動を通じた生態系への影響と恩恵を把握し、保全活動を推進します。
3. 私たちは、持続可能な資源利用のために資源循環の促進に取組みます。
4. 私たちは、環境側面に関わる法規制等の順守義務を順守し、汚染の予防に努めます。また、 本指針を従業員および当社の事業活動を支えるすべての人々に周知するとともに、広く公開 します。
5. 私たちは、お客さまをはじめとする多くの方々とパートナーシップを築き、取組みの輪を 広げていきます。｣とある。(一部省略)[6]

### イオン診療所
赤穂市内にある赤穂中央病院の関連施設として、2階に2000年8月1日に開所した。診療科目は小児科、アレルギー科、内科となっている。 診察内容はレントゲン、心電図検査、各種抗原検出迅速診断、アレルギー皮膚検査などを行っおり、血液検査が必要な場合は、赤穂中央病院検査室に依頼する。

## アクセス
- JR赤穂線「播州赤穂駅」から徒歩9分

- E2山陽自動車道「赤穂ICから 3km[7]

## 公式サイト
公式ウェブサイト